# Sismo na República Dominicana de 1946
O sismo na República Dominicana de 1946 ocorreu em 4 de agosto às 17h51 UTC perto de Samaná, República Dominicana. Mediu 8,1 na escala de magnitude e um tremor secundário ocorreu quatro dias depois, em 8 de agosto, às 13h28 UTC, com magnitude de 7,6. Um tsunami foi gerado pelo terremoto inicial e causou devastação generalizada em Hispaniola. O tsunami foi observado em grande parte do Caribe e no noroeste do Oceano Atlântico.

Um pequeno tsunami também foi registrado por medidores de maré em San Juan em Porto Rico, Bermudas e nos Estados Unidos em Daytona Beach, Flórida e Atlantic City, Nova Jersey.